# 紀元前528年
紀元前528年（きげんぜん528ねん）は、西暦（ローマ暦）による年。紀元前1世紀の共和政ローマ末期以降の古代ローマにおいては、ローマ建国紀元226年として知られていた。紀年法として西暦（キリスト紀元）がヨーロッパで広く普及した中世時代初期以降、この年は紀元前528年と表記されるのが一般的となった。

## 他の紀年法
- 干支 : 癸酉
- 日本
  - 皇紀133年
  - 安寧天皇21年
- 中国
  - 周 - 景王17年
  - 魯 - 昭公14年
  - 斉 - 景公20年
  - 晋 - 昭公4年
  - 秦 - 哀公9年
  - 楚 - 平王元年
  - 宋 - 元公4年
  - 衛 - 霊公7年
  - 陳 - 恵公6年
  - 蔡 - 平侯3年
  - 曹 - 武公27年
  - 鄭 - 定公2年
  - 燕 - 共公元年
  - 呉 - 余昧3年
- 朝鮮
  - 檀紀1806年
- ベトナム :
- 仏滅紀元 : 17年
- ユダヤ暦 : 3233年 - 3234年

## できごと

### 中国
- 魯の費の長官である南蒯は、費を季孫氏から自立させようとしたが、費人の支持を得られず、斉に亡命した。南蒯は斉の景公に叛夫と罵られた。
- 楚の平王が鬬成然を殺害し、養氏の一族を滅ぼした。
- 莒の著丘公が死去し、蒲余侯茲夫が公子意恢を殺害した。郊公が斉に亡命し、斉から己庚輿が迎えられて、国君として立った。
- 晋の邢侯と雍子が鄐の田土をめぐって争っていたが、羊舌鮒（叔魚）が邢侯に罪ありと判決したため、邢侯が怒って、羊舌鮒と雍子を殺害した。韓起（韓宣子）の諮問を受けた羊舌肸（叔向）は3人を同罪とし、これによって邢侯は処刑され、雍子と羊舌鮒の遺体が市に晒された。

## 死去
- 武公 - 曹の君主
- 著丘公 - 莒の君主
- 羊舌鮒 - 晋の政治家